# Acourtia turbinata
Acourtia turbinata là một loài thực vật có hoa trong họ Cúc. Loài này được (La Llave & Lex.) Reveal & R.M.King mô tả khoa học đầu tiên năm 1973.